# Политанки
Полита́нки (укр. Політанки, пол. Politanki) — село на Украине, находится в Шаргородском районе Винницкой области.
Код КОАТУУ — 0525386401. Население по переписи 2001 года составляет 786 человек. Почтовый индекс — 23542. Телефонный код — 4344.
Занимает площадь 24,46 км².

## Религия
В селе действует Чудо-Михайловский храм Шаргородского благочиния Могилёв-Подольской епархии Украинской православной церкви.

## Адрес местного совета
23542, Винницкая область, Шаргородский р-н, с. Политанки, ул. Суворова, 10